# Kevin Doyle
Kevin Edward Doyle (Adamstown, República de Irlanda, 18 de septiembre de 1983) es un exfutbolista irlandés que jugaba como delantero. Su último equipo fue el Colorado Rapids.

## Trayectoria
Doyle jugó para el St Patrick's Athletic donde debutó el 24 de septiembre de 2001 entrando desde el banco de suplentes. También jugó para el Cork City en su tierra natal hasta 2005, año en donde se trasladaría al fútbol inglés para jugar en el Reading F. C. Formó parte del equipo que conseguiría el ascenso a la Premier League en 2006. En junio de 2009 fue traspasado al Wolverhampton Wanderers por una cifra que rondaba los 6 500 000 £.
En septiembre de 2014 se marchó a préstamo al Crystal Palace.
En septiembre de 2017 anunció su retirada como futbolista profesional después de sufrir constantes dolores de cabeza como consecuencia de golpear el balón con dicha parte del cuerpo.

## Selección nacional
Doyle hizo su debut con la selección nacional de Irlanda en 2006. Marcó catorce goles en 63 partidos con Irlanda y jugó la Eurocopa 2012.

## Clubes
| Club                                 | País           | Año       |
| ------------------------------------ | -------------- | --------- |
| St Patrick's Athletic F. C.          | Irlanda        | 2001-2003 |
| Cork City F. C.                      | Irlanda        | 2003-2005 |
| Reading F. C.                        | Inglaterra     | 2005-2009 |
| Wolverhampton Wanderers F. C.        | Inglaterra     | 2009-2015 |
| Queens Park Rangers F. C. (préstamo) | Inglaterra     | 2014      |
| Crystal Palace F. C. (préstamo)      | Inglaterra     | 2014-2015 |
| Colorado Rapids                      | Estados Unidos | 2015-2017 |

## Palmarés

### Títulos nacionales
| Título              | Club                          | País       | Año     |
| ------------------- | ----------------------------- | ---------- | ------- |
| Liga Irlandesa      | Cork City F. C.               | Irlanda    | 2005    |
| Championship        | Reading F. C.                 | Inglaterra | 2005-06 |
| Football League One | Wolverhampton Wanderers F. C. | Inglaterra | 2013-14 |